# Mindat
Mindat är ett distrikt i Myanmar.   Det ligger i regionen Chin, i den västra delen av landet, 300 km nordväst om huvudstaden Naypyidaw.